# ذوالجناح (کامیون)
ذوالجناح یک خودروی فوق سنگین تاکتیکی ساخت سازمان تحقیقات و جهاد خودکفایی نیروی زمینی ارتش جمهوری اسلامی ایران (نزاجا) است. این خودرو به منظور حمل سامانه موشکی باور-۳۷۳ طراحی و ساخته شده‌است. از این خودرو تاکنون دو نمونه به نمایش درآمده‌است.

## مشخصات فنی
این خودرو چند منظوره قابلیت عبور از رودخانه تا عمق یک و نیم متر، حداکثر ظرفیت بار ۳۰ تن، حمل محموله با طول ده ونیم متر، حداکثر شیب روی ۳۵٪، حداکثر شیب روی طولی ۲۰٪، وزن خالص ۲۱ تن و سامانه تعلیق مستقل است.

## پی‌نوشت‌ها
1. ↑  «نسخه آرشیو شده». بایگانی‌شده از اصلی در ۲۶ آوریل ۲۰۱۴. دریافت‌شده در ۲۵ آوریل ۲۰۱۴.
2. ↑  http://isna.ir/fa/news/93013113030/-جدیدترین-تجهیزات-نیروی-زمینی-رونمایی-شد
3. ↑  «نسخه آرشیو شده». بایگانی‌شده از اصلی در ۹ دسامبر ۲۰۱۵. دریافت‌شده در ۱۶ اوت ۲۰۲۲.
4. ↑  http://www.farsnews.ir/newstext.php?nn=13930202001334